# Liste der Stolpersteine in Garbsen
In der Liste der Stolpersteine in Garbsen werden die vorhandenen Gedenksteine aufgeführt, die im Rahmen des Projektes Stolpersteine des Künstlers Gunter Demnig in Garbsen verlegt worden sind. Bisher wurde ein Stolperstein verlegt. Die Verlegung erfolgte am 1. Juni 2025.

## Verlegte Stolpersteine
| Bild                                      | Verlege- datum | Person, Inschrift | Adresse                             | Zusätzliche Informationen                                                                                             |
| ----------------------------------------- | -------------- | --- | ----------------------------------- | --- |
| Stolperstein für Fritz Wehde (Q134692927) | 1. Juni 2025   | HIER WOHNTE FRITZ WEHDE GEB. 11.11.1939 EINGEWIESEN 31.08.1944 HEILANSTALT LÜNEBURG ’KINDERFACHABTEILUNG’ ERMORDET 20.1.1945 | Andreaestraße 33, · Garbsen-Horst · | Der Stolperstein für Fritz Wehde wurde vor seinem Geburtshaus verlegt. Fritz Wehde ist Opfer der „Kinder-Euthanasie“. |